# Uraeotyphlus
Uraeotyphlus – rodzaj płazów beznogich z rodziny łusecznikowatych (Ichthyophiidae).

## Rozmieszczenie geograficzne
Rodzaj obejmuje gatunki występujące w Ghatach Zachodnich w południowo-zachodnich Indiach.

## Systematyka
Rodzaj zdefiniował w 1880 roku niemiecki zoolog Wilhelm Peters w artykule zatytułowanym O klasyfikacji płazów beznogich, w szczególności o rodzajach Rhinatrema i Gymnopis, opublikowanym w czasopiśmie „Monatsberichte der Königlichen Preussische Akademie des Wissenschaften zu Berlin”. Gatunkiem typowym jest (późniejsze oznaczenie) U. oxyurus.

### Etymologia
Uraeotyphlus (Uraetyphlus): gr. ουραιος ouraios ‘ogonowy’, od ουρα oura ‘ogon’; τυφλος tuphlos ‘ciemny’.

### Podział systematyczny
Do rodzaju należą następujące gatunki:
- Uraeotyphlus bombayensis (Taylor, 1960)
- Uraeotyphlus gansi Gower, Rajendran, Nussbaum & Wilkinson, 2008
- Uraeotyphlus interruptus Pillai & Ravichandran, 1999
- Uraeotyphlus malabaricus (Beddome, 1870)
- Uraeotyphlus menoni Annandale, 1913
- Uraeotyphlus narayani Seshachar, 1939
- Uraeotyphlus oommeni Gower & Wilkinson, 2007
- Uraeotyphlus oxyurus (Duméril & Bibron, 1841)